# RIZIN.24
Yogibo presents RIZIN.24（ヨギボー・プレゼンツ・ライジン・トゥエンティフォー）は、日本の総合格闘技団体「RIZIN」の大会の一つ。
2020年9月27日に埼玉県さいたま市さいたまスーパーアリーナで開催された。

## 概要
8月26日都内にて記者会見が行われ、9月27日さいたまスーパーアリーナにて本大会が開催されることが発表された。その対戦カードの第一弾として、RIZINキックボクシングルールでRISE世界フェザー級王者・那須川天心対ISKA K-1ルール世界ライト級王者・皇治が決定。
また、前大会と同じく大会開催資金をクラウドファンディングで募り、海外選手はビザ発給などの問題から、全選手日本在住選手同士の対戦となった。
大会の模様は、地上波ではフジテレビ系列で大会当日の9月27日 20:00〜21:54の『日曜THEリアル!』枠で全国ネット（但し、関西テレビはプロ野球中継を放送した関係で後日録画放送）で生中継された。

## 対戦カード
第1試合 MMAルール 71.0kg契約ワンマッチ 5分3R
× 矢地祐介 vs.  大原樹理○
3R終了 判定1-2
第2試合 キックボクシングルール 55.0kg契約ワンマッチ 3分3R
○ 江幡睦 vs.  良星×
3R終了 判定3-0
第3試合 MMA特別ルール 120.0kg契約ワンマッチ 3分3R 肘あり
○ スダリオ剛 vs.  ディラン・ジェイムス×
1R（終了時）TKO（ドクターストップ）
第4試合 MMAルール 66.0kg契約ワンマッチ 5分3R 肘あり
○ 芦田崇宏 vs.  萩原京平×
2R 4:25 アームロック
第5試合 女子MMAルール 53.0kg契約ワンマッチ 5分3R 肘あり
○ RENA vs.  富松恵美×
3R終了 判定3-0
第6試合 MMAルール 61.0kg契約ワンマッチ 5分3R 肘あり
× 金太郎 vs.  瀧澤謙太○
3R終了 判定1-2
第7試合 キックボクシングルール 60.0kg契約ワンマッチ 3分3R
× 北川裕紀 vs.  平塚大士○
2R 0:27 KO（左フック）
第8試合 MMAルール 71.0kg契約ワンマッチ 5分3R 肘あり
○ 久米鷹介 vs.  北岡悟×
3R終了 判定2-1
第9試合 MMAルール 71.0kg契約ワンマッチ 5分3R 肘あり
○ 武田光司 vs.  川名雄生 ×
3R終了 判定2-1
第10試合 MMAルール 61.0kg契約ワンマッチ 5分3R 肘あり
○ 朝倉海 vs.  昇侍×
1R 2:37 TKO（サッカーボールキック）
第11試合 キックボクシングルール 58.5kg契約ワンマッチ 3分3R
○ 那須川天心 vs.  皇治×
3R終了 判定3-0